# Iheya-jima

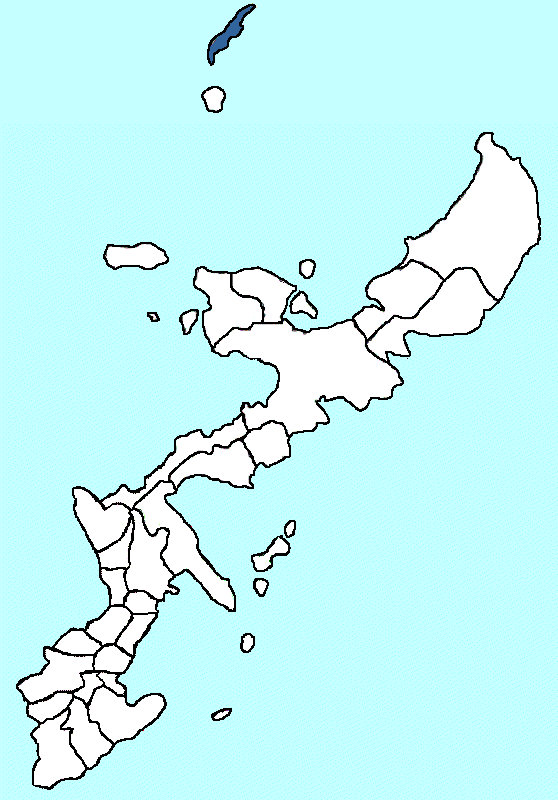
Situation d'Iheya-jima dans l'archipel d'Okinawa.

Iheya-jima (伊平屋島) est une île japonaise de l'archipel d'Okinawa, dans la mer de Chine orientale.
L'île a une superficie de 20,66 km2 et une population de 1 265 habitants en 2016.